# Schneck (Allgäuer Alpen)
Der Schneck ist ein 2268 m ü. NHN hoher Grasberg in den Allgäuer Alpen. Aufgrund seiner eigenartigen Form ist er (wie die Höfats) einzigartig in den Nördlichen Kalkalpen. Er bildet die natürliche Fortsetzung des von der Höfats nach Nordosten streichenden, im hintersten Oytal durch eine Senke unterbrochenen Massivs und weist einen ähnlichen Blumenreichtum auf wie die Höfats. Aus dem Oytal gesehen, bildet er den Abschluss des Talbodens.

## Besteigung
Dem eigentlichen Gipfel ist als grasiger Vorgipfel das Himmeleck vorgelagert, das auch für Wanderer unschwer vom Weg über den Himmelecksattel erreichbar ist. Der Übergang zum Hauptgipfel erfolgt sehr ausgesetzt über eine felsige Schneide (Schwierigkeit: I). Nach der Überlieferung soll der Jäger Thaddäus Blatter im 19. Jahrhundert das Gipfelkreuz aufrecht über die felsige Schneide getragen haben.

## Klettern
Die nach Norden senkrecht abbrechende Nordwand wurde 1902 von H. Demeter und Gefährten das erste Mal durchstiegen. Die Westwand wurde 1904 von W. Herz und H. Haug begangen. Die teilweise überhängende Ostwand (VI-, A0) galt lange Zeit als schwierigste Klettertour der Allgäuer Alpen. Bis zum Jahre 1946 war die Führe nach ihrer Erstbegehung durch Risch im Jahre 1922 erst einmal wiederholt worden (1936 durch Ignaz Vogler und Otto Niederacher). Anderl Heckmair schätzte im Jahre 1947 die Route durch die Schneck-Ostwand schwieriger ein als die Nordwand der Großen Zinne. Im Jahre 1949 gelang ihm die dritte Begehung der Wand.
Der nach Südwesten streichende Grasgrat fällt nach dem Himmelhorn sehr steil ins Oytal hinab und stellt ebenfalls eine äußerst schwierige, berüchtigte Graskletterei (Rädlergrat) dar.

## Bilder

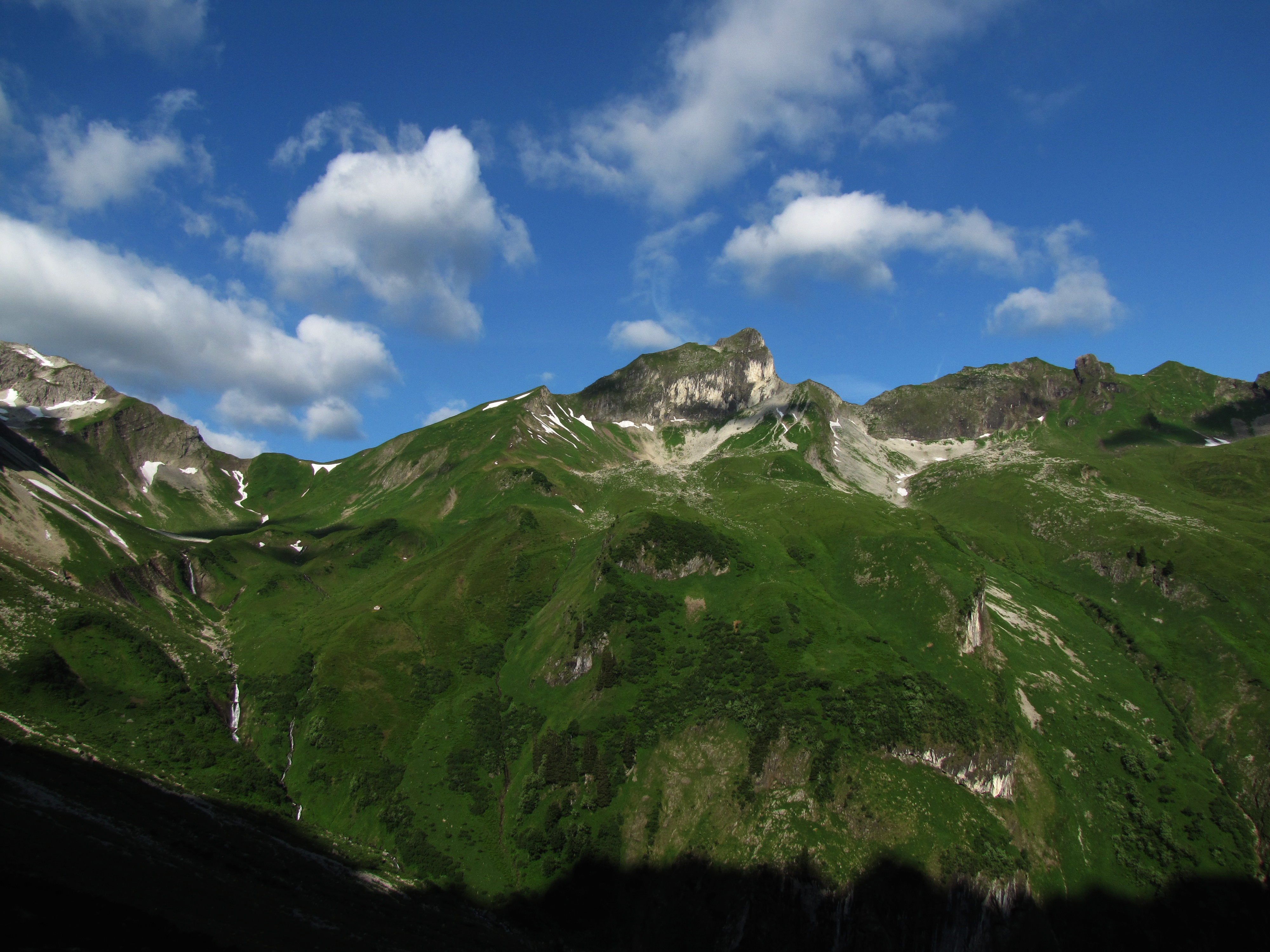
Ostflanke
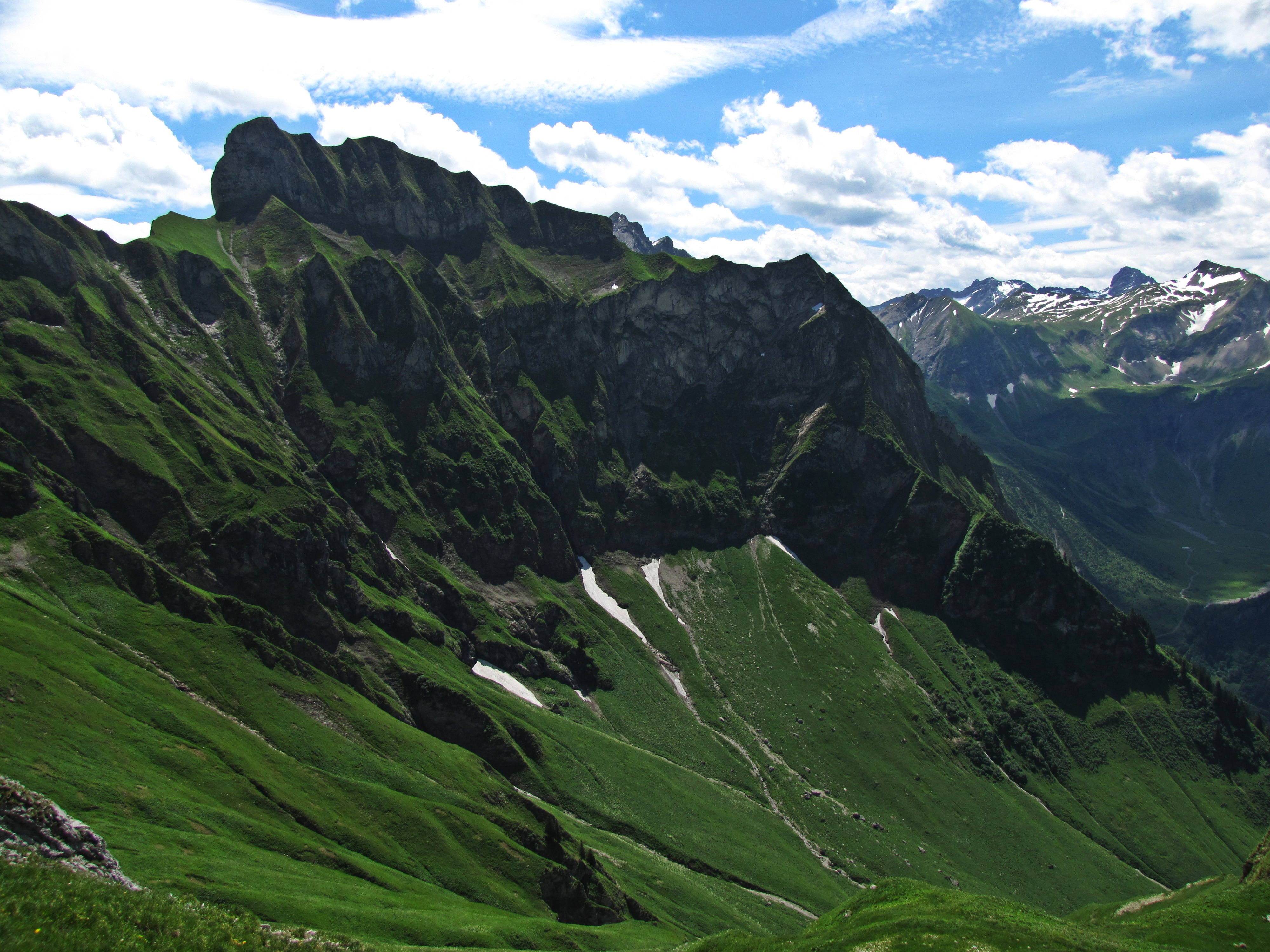
Westflanke
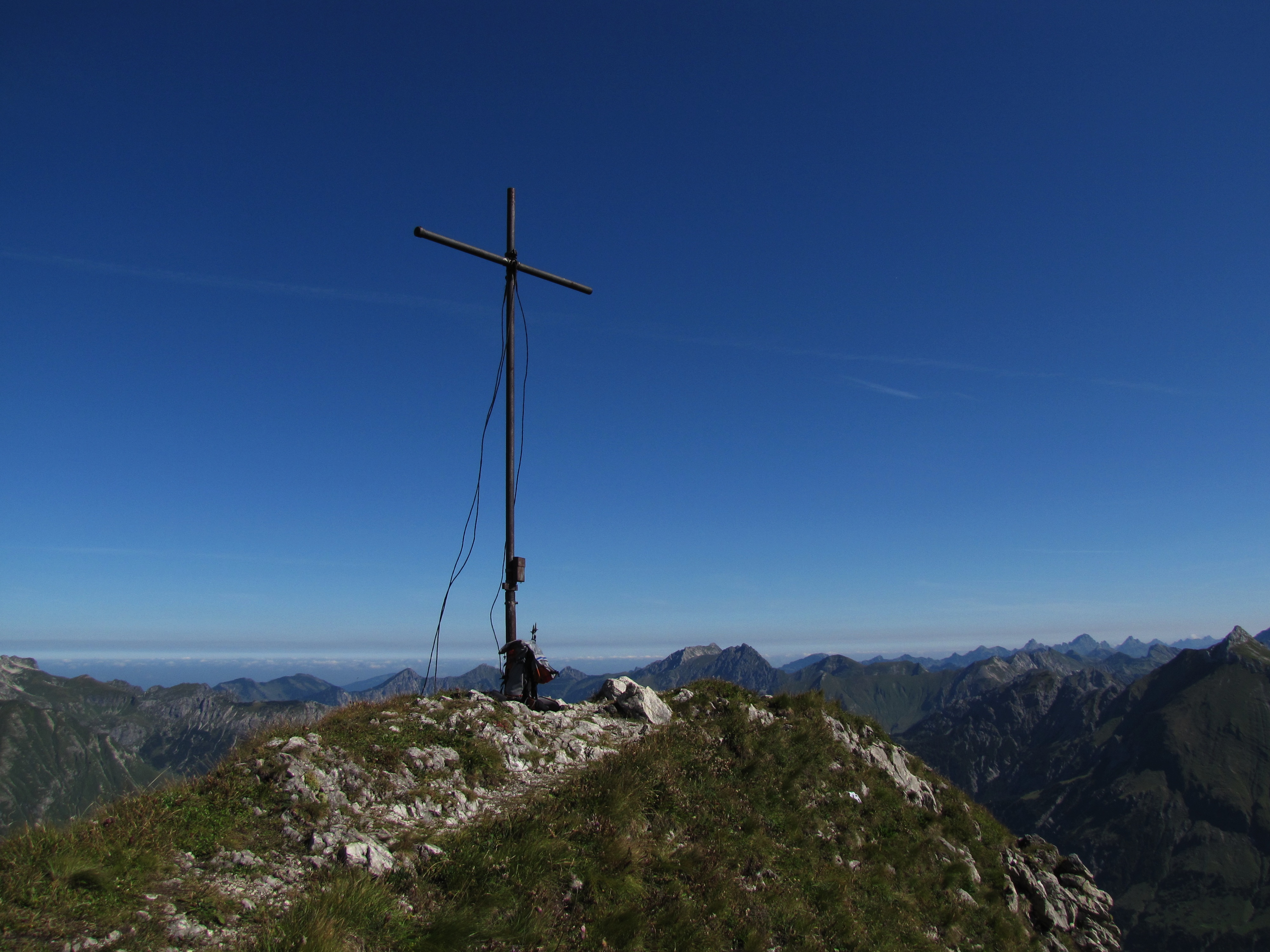
Gipfelkreuz
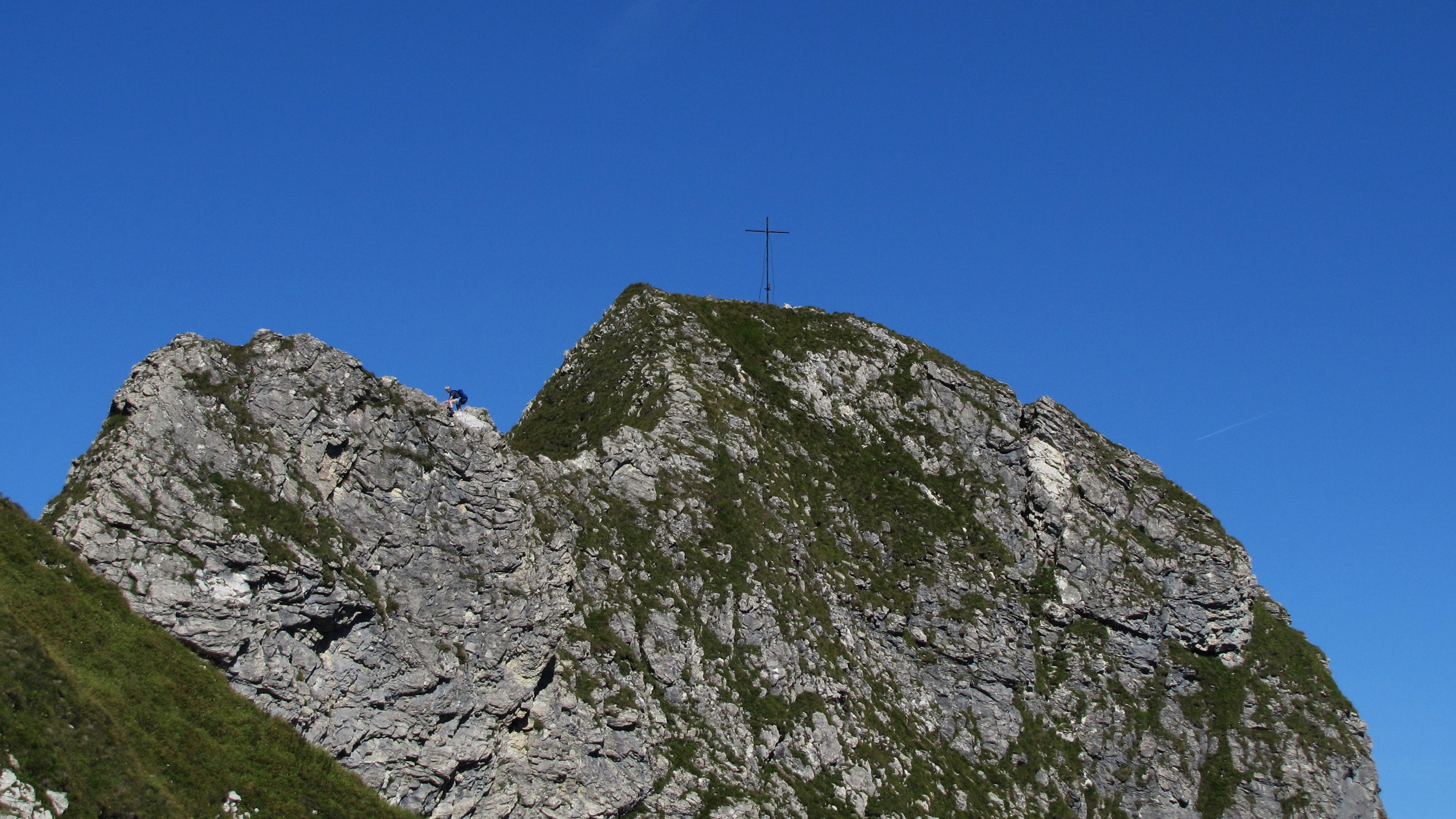
Schlüsselstelle